# René Ponk
René Ponk (Amsterdam, 21 ottobre 1971) è un allenatore di calcio ed ex calciatore olandese, di ruolo portiere.

## Palmarès

### Giocatore

#### Competizioni nazionali
- Coppa dei Paesi Bassi: 2

Utrecht: 2002-2003, 2003-2004
- Supercoppa dei Paesi Bassi: 1

Utrecht: 2004